# Echopark Automotive Grand Prix
Echopark Automotive Grand Prix är ett stockcarlopp ingående i Nascar Cup Series som körs över 95 varv (232,968 mile (374,926) km) på den 2,4-mile (3,862 km) långa Nascar-slingan på motorbanan Circuit of the Americas i Austin i Texas i USA.
År 2021-2024 kördes 68 varv (232,968-mile 374,925 km) på den 3,426-mile (5,514 km) långa GP-slingan. Samma bansträckning som används i Formel 1 under USA:s Grand Prix.

## Tidigare namn
- Echopark Texas Grand Prix (2021-2022)[1]

## Vinnare genom tiderna
| Säsong                                  | Datum                               | Nr                                  | Förare                              | Team                                | Konstruktör                         | Distans                             | Distans                             | Tid                                 | Snitthastighet (mph)                | Rapport                             | Ref                                 |
| Säsong                                  | Datum                               | Nr                                  | Förare                              | Team                                | Konstruktör                         | Varv                                | Miles (km)                          | Tid                                 | Snitthastighet (mph)                | Rapport                             | Ref                                 |
| GP-slingan: 3,426 miles (5,514 km.)     | GP-slingan: 3,426 miles (5,514 km.) | GP-slingan: 3,426 miles (5,514 km.) | GP-slingan: 3,426 miles (5,514 km.) | GP-slingan: 3,426 miles (5,514 km.) | GP-slingan: 3,426 miles (5,514 km.) | GP-slingan: 3,426 miles (5,514 km.) | GP-slingan: 3,426 miles (5,514 km.) | GP-slingan: 3,426 miles (5,514 km.) | GP-slingan: 3,426 miles (5,514 km.) | GP-slingan: 3,426 miles (5,514 km.) | GP-slingan: 3,426 miles (5,514 km.) |
| --------------------------------------- | ----------------------------------- | ----------------------------------- | ----------------------------------- | ----------------------------------- | ----------------------------------- | ----------------------------------- | ----------------------------------- | ----------------------------------- | ----------------------------------- | ----------------------------------- | ----------------------------------- |
| 2021                                    | 23 maj                              | 9                                   | Chase Elliott                       | Hendrick Motorsports                | Chevrolet                           | 54                                  | 185 (298)                           | 3:07.11                             | 59,024                              | Rapport                             | [ 3 ]                               |
| 2022                                    | 27 mars                             | 1                                   | Ross Chastain                       | Trackhouse Racing Team              | Chevrolet                           | 69                                  | 236,394 (380,686)                   | 3:20.57                             | 70,253                              | Rapport                             | [ 5 ]                               |
| 2023                                    | 26 mars                             | 45                                  | Tyler Reddick                       | 23XI Racing                         | Toyota                              | 75                                  | 255,75 (411,856)                    | 3:30.32                             | 72,886                              | Rapport                             | [ 7 ]                               |
| 2024                                    | 24 mars                             | 24                                  | William Byron                       | Hendrick Motorsports                | Chevrolet                           | 68                                  | 232,968 (374,926)                   | 2:43.15                             | 85,224                              | Rapport                             | [ 8 ]                               |
| Nascar-slingan: 2,400 miles (3,862 km.) |                                     |                                     |                                     |                                     |                                     |                                     |                                     |                                     |                                     |                                     |                                     |
| 2025                                    | 2 mars                              | 20                                  | Christopher Bell                    | Joe Gibbs Racing                    | Toyota                              | 95                                  | 232,968 (374,926)                   | 3:07.20                             | 73,025                              | Rapport                             | [ 9 ]                               |

### Team med flera segrar
| Vinster | Team                 | År         |
| ------- | -------------------- | ---------- |
| 2       | Hendrick Motorsports | 2021, 2024 |

### Konstruktörer efter antal segrar
| Antal segrar | Konstruktör | År               |
| ------------ | ----------- | ---------------- |
| 3            | Chevrolet   | 2021, 2022, 2024 |
| 2            | Toyota      | 2023             |